# Safdarjung-Mausoleum
Das Safdarjung-Mausoleum in Delhi (Indien) ist das Grabmal für den in Persien geborenen und im Jahr 1722 nach Indien emigrierten Mirza Muqim Abul Mansur Khan (1708–1754), der von seinem Onkel und gleichzeitigem Schwiegervater die Gouverneurswürde über die fruchtbare Region Avadh (auch Oudh) im Norden Indiens (Hauptorte: Faizabad und Lucknow) erbte und später unter den eher schwachen und unbedeutenden Mogul-Kaisern Muhammad Shah (reg. 1719–1748) und Ahmad Shah (reg. 1748–1754) den Ehrentitel Safdarjung sowie weitere Gouverneurstitel erhielt.

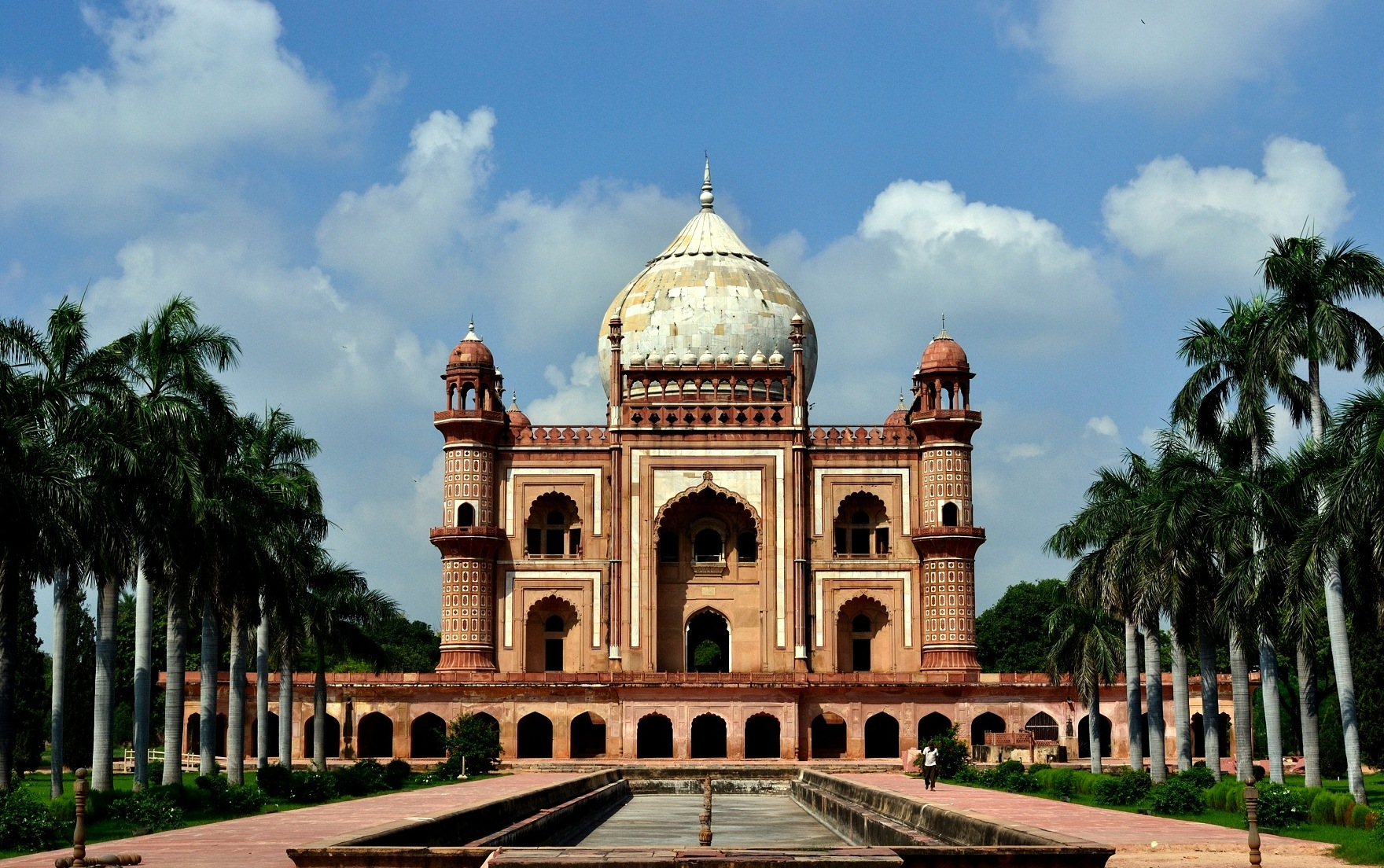
Safdarjung-Mausoleum in Delhi, Indien. Beim letzten großen Grabbau der Mogul-Architektur stehen die von Chhatris überhöhten Minarette nicht mehr frei, sondern sind an die Ecken des Baukörpers angebunden. Insgesamt knüpft der Bau an die frühen Bauten des Humayun-Mausoleums und des Akbar-Mausoleums an.

## Lage
Das Safdarjung-Mausoleum liegt etwa 1,5 km südwestlich der Lodi-Gärten mit ihren Grabbauten aus dem 15. und 16. Jahrhundert im Stadtgebiet von Neu-Delhi. Etwa 1 km südlich liegt der Safdarjung-Airport, der jedoch nur noch selten (meist für Regierungszwecke) genutzt wird.

## Geschichte
Mit dem Bau wurde noch zu Lebzeiten Safdarjungs begonnen. Als Jahr der Fertigstellung wird zumeist sein Todesjahr (1754) angegeben.

## Architektur

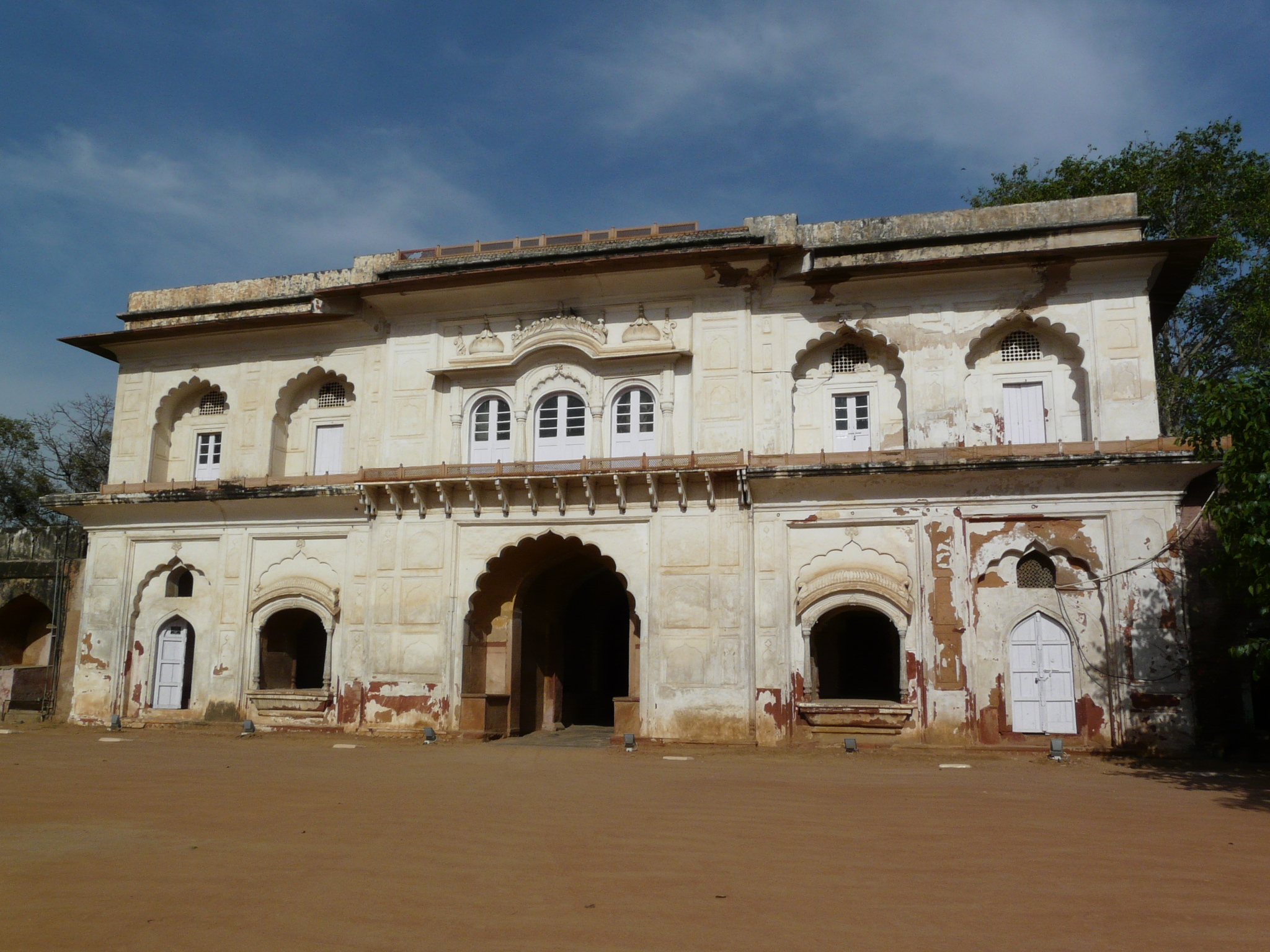
Safdarjung-Mausoleum, Torbau

In seinem Kern ist das Grabmal – wie auch die anderen Bauten des Komplexes – aus vor Ort gebrannten Ziegelsteinen gemauert. Die gelblich-roten Sandsteinplatten sowie die Platten der Marmorverkleidung der Kuppel mussten hingegen aus Rajasthan herantransportiert werden. Die gesamte Anlage ist symmetrisch gestaltet, nur die etwas versteckt liegende Moschee weicht von dieser Anordnung ab.

### Torbau

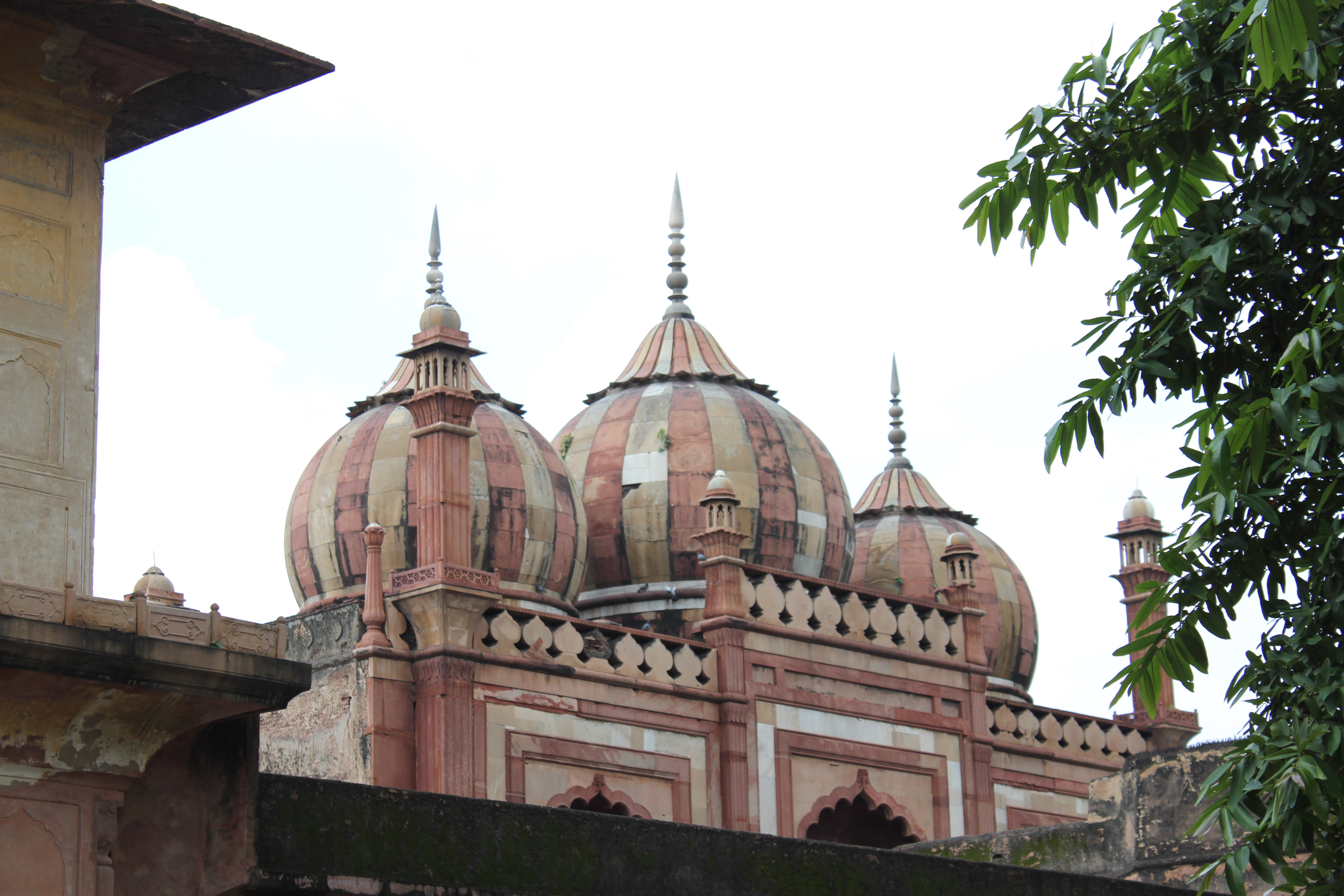
Safdarjung-Mausoleum, Moschee

Das zweigeschossige, weiß verputzte Eingangsgebäude sowie drei ähnliche, im Achsenkreuz des zentralen Grabbaus stehende Pavillons, sind anders gestaltet als es bislang in der Mogularchitektur üblich war: Es gibt keinen monumentalen zentralen Iwan-Bogen, keine großen seitlichen Begleitemporen und auch keine Dachaufsätze in Form von Chhatris, Türmchen oder einem Zinnenkranz. Der Bau verfügt jedoch u. a. über einzelne Dekorelemente wie Vielpassbögen und kleine Vordächer im bengalischen Stil.

### Moschee
Etwa 50 m seitlich des Torbaus steht die minarettlose, mit roten und weißen Sandsteinplatten verkleidete, dreikuppelige Moschee der Anlage, in der Besucher die zu bestimmten Tageszeiten vom Koran in Sure 5,6 vorgeschriebenen Gebete (Wudū') verrichten konnten. Die gebauchten Kuppeln zeigen ein streifenförmiges Dekor; sie schließen in umgedrehten Lotosblüten mit außergewöhnlich schlanken Kugelstäben (jamur) als Spitze. Die kleinen seitlichen oder die Ecken betonenden Schmucktürmchen (guldastas) haben quadratische Grundrisse und werden von Chhatris überhöht; sie haben sich möglicherweise anstelle von Minaretten entwickelt, doch ist ihre ursprüngliche Funktion verlorengegangen.

### Garten
Der viergeteilte, harmonisch gestaltete Garten mit seinen immergrünen Palmen, Blumenbeeten, Büschen und Rasenflächen hat eine Seitenlänge von ca. 280 m und knüpft an die Gartenanlagen im persischen Stil (char-bagh) der früheren Mogulgräber an, hat jedoch keine kleinen Wasserkanäle mehr, sondern vier große Bassins mit zentralen – allerdings nur selten in Betrieb befindlichen – Fontänen. Im Unterschied zu früheren Grabbauten der Mogul-Architektur ist der Weg zum eigentlichen Grabbau nur geringfügig – zum Schutz vor Starkregen (Monsun) – gegenüber dem Gartenniveau erhöht und nicht mit Steinplatten belegt.

### Grabbau

#### Außenbau

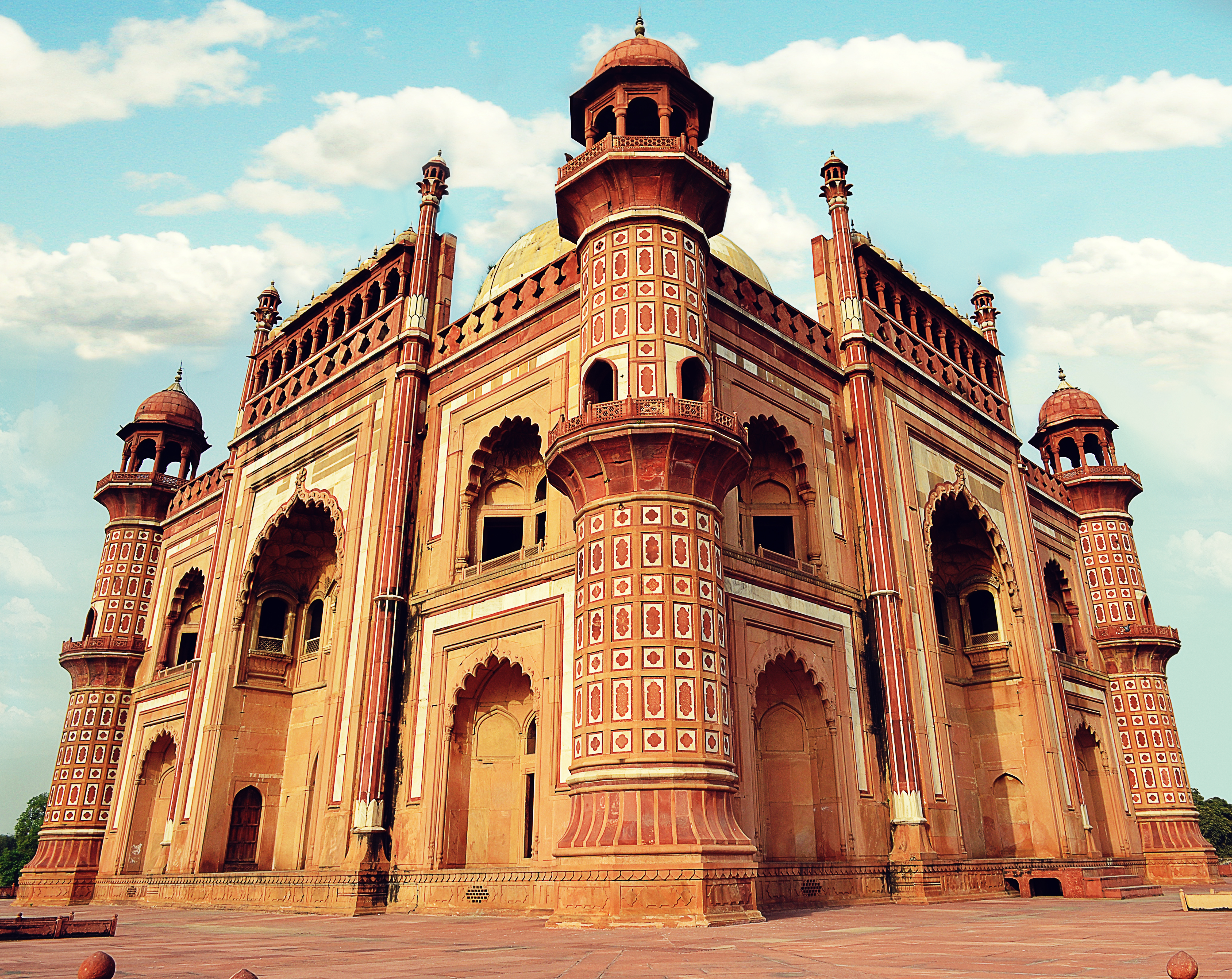
Safdarjung-Mausoleum

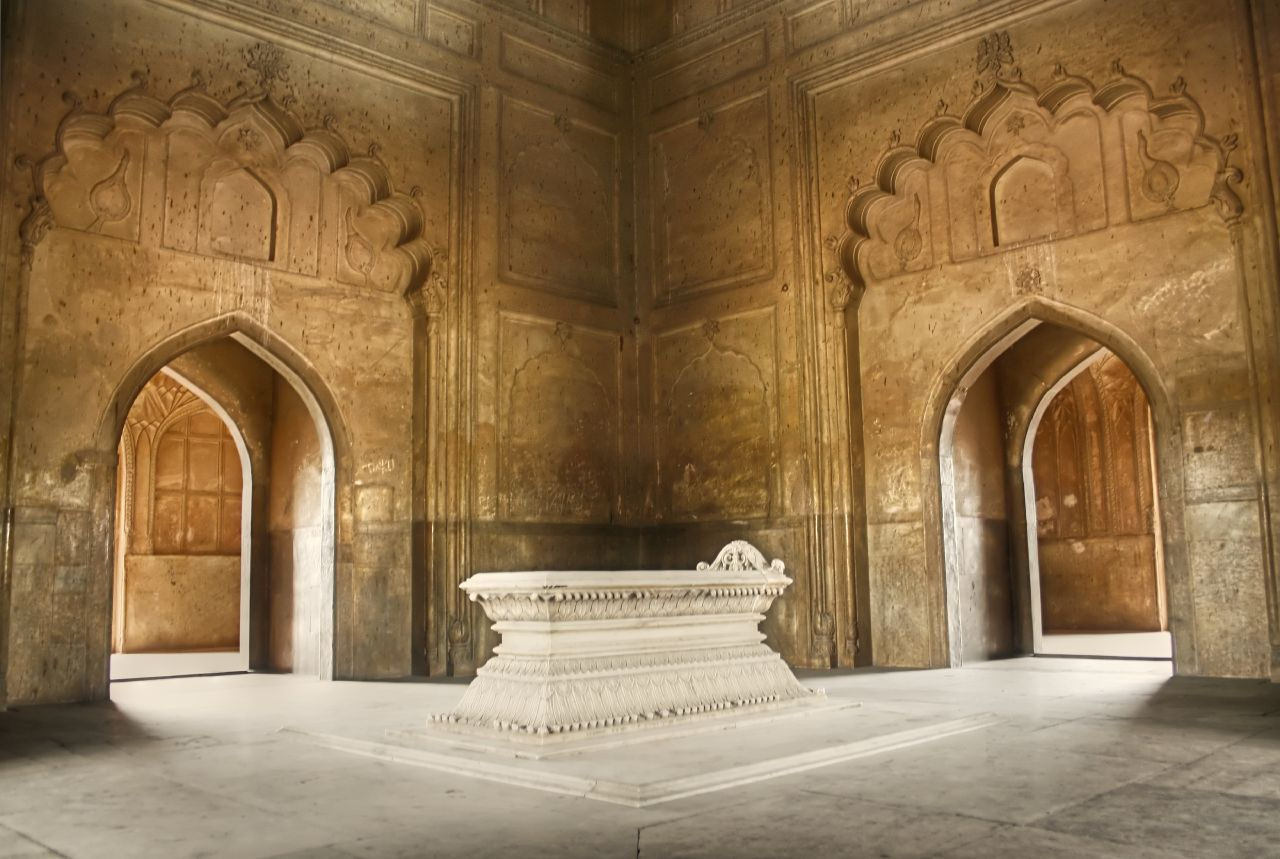
Safdarjung-Mausoleum, Grabkammer mit Kenotaph

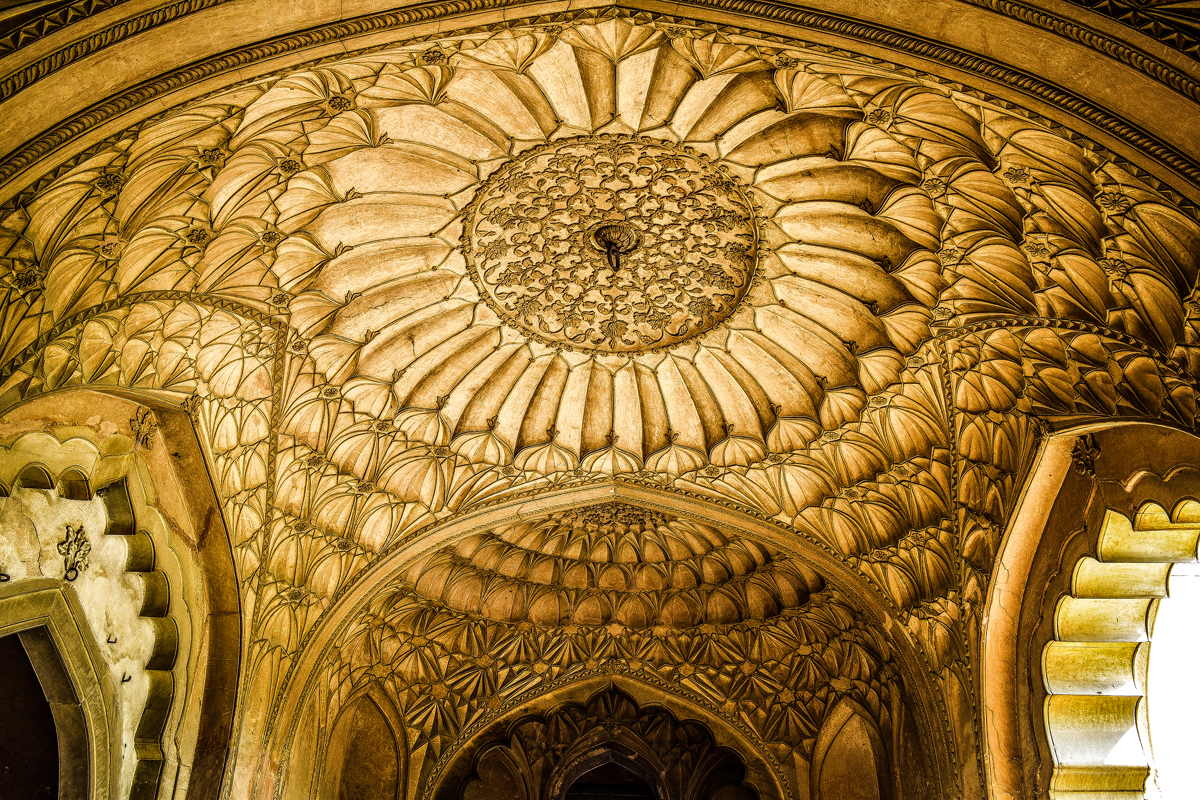
Deckendekor

Das symmetrisch gestaltete Mausoleum erhebt sich auf einer knapp 5 m hohen und nach allen Seiten durch Arkaden geöffneten Plattform (jagati), die derjenigen des etwa 3 km entfernten Humayun-Mausoleums sehr ähnelt. Darauf ruht der ca. 28 m breite eigentliche Grabbau, dessen Mittelteil von einem hohen Iwan-Bogen dominiert wird, seitlich schließen sich jeweils zwei Annexbauten mit Emporenöffnungen an. Alle Bögen schließen mit Vielpassbögen ab und werden von einem Alfiz-ähnlichen Rahmen aus weißem Sandstein umfasst. In den Ecken des Baus erheben sich vier – reich dekorierte und von Chhatri-Aufsätzen bekrönte – Minarette bzw. Treppentürme, über die die Obergeschosse und die Dachplattform erreichbar sind. Der Dachbereich hat einen umlaufenden Kranz aus Schmuckzinnen, die jeweils im Bereich über den Eingangsportalen noch von zierlichen Arkaden mit kleinen Kuppeln erhöht werden; seitlich davon stehen kleine Schmucktürmchen (guldastas). Das Mausoleum wird jedoch dominiert von einer – durch einen unbelichteten Tambour erhöhten und stark gebauchten – Kuppel mit einer Verkleidung aus weißen Marmorplatten. Die Kuppel selbst endet in einer umgedrehten Lotusblüte, die ihrerseits von einem Kugelstab (jamur) überhöht wird, der heutzutage allerdings auch als Blitzableiter dient.

#### Innenraum
Die Wände der zentralen Grabkammer sind durch horizontale und vertikale Stuckvorlagen, die sich – allerdings in Marmor ausgeführt – auch schon an den Seitenwänden des Eingangsportals zum Taj Mahal finden, in verschieden große rechteckige Felder unterteilt; diese wiederum zeigen große und kleine – ebenfalls aus Stuck gefertigte – Blendbögen, die zumeist mit Vielpässen abschließen. Der gesamte Innenraum hat keinerlei farbige Bauzier in Form von Steinintarsien oder Malereien; auch der Fußboden besteht nur aus weißen Marmorplatten. Die Kuppel ist mit plastischen Stuckornamenten – jedoch ebenfalls ohne Malereien – vergleichsweise reich geschmückt und schließt mit einer Mittelrosette ab.
Das auf einer sich nur geringfügig über das Bodenniveau erhebenden Plattform stehende weiße Marmorkenotaph ist zwar aufwendig bearbeitet, hat jedoch ebenfalls keine farbigen Steineinlegearbeiten oder Inschriften. Die eigentlichen Grabstätten Safdarjungs und einer seiner Ehefrauen liegen – wie üblich – unterhalb des Bodenniveaus.

## Bedeutung
Das Mausoleum Safdarjungs wird oft bewertet als „letztes Aufleuchten der Mogularchitektur“. Nachfolgende Herrscher oder hohe Staatsbeamte waren nicht mehr in der Lage, sich ein derartig aufwendiges Grabmal zu leisten. Mehr und mehr übernahmen die Briten mit ihrer merkantilen (Britische Ostindien-Kompanie) und militärischen Präsenz (Britisch-Indien) die Kontrolle über die – nur mehr regionalen – Machthaber Indiens; nach und nach verleibten sie sich das zerfallende Mogulreich als „schönstes Juwel in der Krone“ des britischen Weltreiches ein.